# 奥斯汀影评人协会
奥斯汀影评人协会（英語：Austin Film Critics Association，縮寫：AFCA）是一个位于美国德克萨斯州奥斯汀的专业影评人组织。
每年，奥斯汀影评人协会都会在年底投票评选出多个电影奖项，评选只针对这一年发行上映的电影。其中有一项名为“最佳奥斯汀电影奖”（Austin Film Award）的特别奖项，每年都只会颁发给一部在奥斯汀制作或是奥斯汀区域导演执导的电影。

## 历史
奥斯汀影评人协会于2005年由当地两位叫科尔·达布尼（Cole Dabney）和罗伯特·“鲍比”·麦科迪（Robert "Bobby" McCurdy）的年轻人在奥斯汀创立，当时两人都还在波维高中就读。2010年12月19日，麦科迪在接受海军航空兵训练时因事故不幸丧生，年仅23岁。
2005年时，奥斯汀影评人协会仅有4名成员，到了2013年，已经超过25人。2007年1月12日，《娱乐周刊》称该协会将最佳女主角奖颁给主演《水果硬盘》的艾伦·佩姬而不是主演《女王》的海伦·米伦这一做法“很逆势，很疯狂”。因为海伦·米伦几乎拿下了当时已经颁奖的所有评选机构的最佳女主角奖。

## 主要奖项得主
| 奖项             | 奖项                       | 奖项                                   | 奖项                                 | 奖项                               | 奖项                                    | 奖项                              | 奖项 |
| 年份             | 最佳影片                   | 最佳导演                               | 最佳男主角                           | 最佳女主角                         | 最佳男配角                              | 最佳女配角                        |      |
| ---------------- | -------------------------- | -------------------------------------- | ------------------------------------ | ---------------------------------- | --------------------------------------- | --------------------------------- | ---- |
| 2005年（第1届）  | 《撞车》                   | 保罗·哈吉斯 《撞车》                   | 菲利普·塞默·霍夫曼 《卡波特》        | 瑞茜·威瑟斯彭 《与歌同行》         | 威廉·赫特 《暴力史》                    | 劳拉·琳妮 《鱿鱼和鲸》            |      |
| 2006年（第2届）  | 《93号航班》               | 阿方索·卡隆 《人类之子》               | 莱昂纳多·迪卡普里奥 《无间行者》     | 艾伦·佩吉 《水果硬糖》             | 杰克·尼科尔森 《无间行者》              | 菊地凛子 《通天塔》               |      |
| 2007年（第3届）  | 《血色将至》               | 保罗·托马斯·安德森 《血色将至》        | 丹尼尔·戴-刘易斯 《血色将至》        | 艾伦·佩吉 《朱诺》                 | 哈维尔·巴登 《老无所依》                | 艾莉森·珍妮 《朱诺》              |      |
| 2008年（第4届）  | 《黑暗骑士》               | 克里斯托弗·诺兰 《黑暗骑士》           | 肖恩·潘 《米尔克》                   | 安妮·海瑟薇 《蕾切尔的婚礼》       | 希斯·莱杰 《黑暗骑士》                  | 塔拉吉·P·汉森 《本杰明·巴顿奇事》 |      |
| 2009年（第5届）  | 《拆弹部队》               | 凯瑟琳·毕格罗 《拆弹部队》             | 柯林·菲尔斯 《摯愛無盡》             | 梅拉尼·罗兰 《无耻混蛋》           | 克里斯托弗·沃尔兹 《无耻混蛋》          | 安娜·肯德里克 《在云端》          |      |
| 2010年（第6届）  | 《黑天鹅》                 | 达伦·阿伦诺夫斯基 《黑天鹅》           | 柯林·菲尔斯 《国王的演讲》           | 娜塔丽·波曼 《黑天鹅》             | 克里斯蒂安·贝尔 《斗士》                | 海莉·斯坦菲尔德 《真实的勇气》    |      |
| 2011年（第7届）  | 《雨果》                   | 尼古拉斯·温丁·雷弗恩 《亡命驾驶》      | 迈克尔·珊农 《存身》                 | 蒂尔达·斯文顿 《凯文怎么了》       | 艾伯特·布鲁克斯 《亡命驾驶》            | 杰西卡·查斯坦 《存身》            |      |
| 2012年（第8届）  | 《猎杀本·拉登》            | 保罗·托马斯·安德森 《大师》            | 杰昆·菲尼克斯 《大师》               | 詹妮弗·劳伦斯 《乌云背后的幸福线》 | 克里斯托弗·沃尔兹 《被解救的姜戈》      | 安妮·海瑟薇 《悲惨世界》          |      |
| 2013年（第9届）  | 《雲端情人》               | 艾方索·柯朗 《地心引力》               | 切瓦特·埃加福特 《为奴十二年》       | 布丽·拉尔森 《她和她的小鬼們》     | 杰瑞德·莱托 《达拉斯买家俱乐部》        | 露琵塔·尼詠歐 《为奴十二年》      |      |
| 2014年（第10届） | 《少年时代》               | 理查德·林克莱特 《少年时代》           | 杰克·吉林哈尔 《夜行者》             | 羅莎蒙·派克 《消失的愛人》         | J·K·西蒙斯 《爆裂鼓手》                 | 帕特里夏·阿奎特 《少年时代》      |      |
| 2015年（第11届） | 《疯狂的麦克斯：狂暴之路》 | 喬治·米勒 《疯狂的麦克斯：狂暴之路》   | 麥可·法斯賓達 《史帝夫賈伯斯》       | 布丽·拉尔森 《房间》               | 席維斯·史特龍 《金牌拳手》              | 艾莉西亞·薇坎德 《机械姬》        |      |
| 2016年（第12届） | 《月光男孩》               | 巴里·杰金斯 《月光男孩》               | 卡西·阿弗莱克 《海邊的曼徹斯特》     | 伊莎貝·雨蓓 《她的危險遊戲》       | 馬赫夏拉·阿里 《月光男孩》              | 薇拉·戴維絲 《藩籬》              |      |
| 2017年（第13届） | 《逃出絕命鎮》             | 吉勒摩·戴托羅 《水底情深》             | 提摩西·夏勒梅 《请以你的名字呼唤我》 | 法蘭絲·麥杜雯 《三块广告牌》       | 威廉·達佛 《歡迎光臨奇幻城堡》          | 艾莉森·珍妮 《老娘叫譚雅》        |      |
| 2018年（第14届） | 《藍色比爾街的沉默》       | 巴里·杰金斯 《藍色比爾街的沉默》       | 伊森·霍克 《第一归正会》             | 奧莉薇雅·柯爾曼 《真寵》           | 理查·E·格蘭特 《你能原諒我嗎？》        | 蕾吉娜·金 《藍色比爾街的沉默》    |      |
| 2019年（第15届） | 《寄生上流》               | 奉俊昊 《寄生上流》                    | 亞當·山德勒 《原钻》                 | 露琵塔·尼詠歐 《我們》             | 畢·彼特 《從前，有個好萊塢》            | 詹妮弗·洛佩兹 《舞孃騙很大》      |      |
| 2020年（第16届） | 《夢想之地》               | 鄭李爍 《夢想之地》                    | 里兹·阿迈德 《金属之声》             | 嘉莉·慕萊根 《前程似锦的女孩》     | 丹尼尔·卡卢亚 《猶大與黑色彌賽亞》      | 尹汝貞 《夢想之地》               |      |
| 2021年（第16届） | 《犬山記》                 | 珍·康萍 《犬山記》                     | 尼古拉斯·凯奇 《豬殺令》             | 阿加特·罗素 《钛》                 | 寇帝·史密-麥菲 《犬山記》               | 克斯汀·鄧斯特 《犬山記》          |      |
| 2022年（第17届） | 《媽的多重宇宙》           | 關家永、丹尼爾·舒奈特 《媽的多重宇宙》 | 科林·法雷尔 《伊尼舍林的女妖》       | 杨紫琼 《媽的多重宇宙》            | 关继威 《媽的多重宇宙》                 | 許瑋倫 《媽的多重宇宙》           |      |
| 2023年（第18届） | 《奥本海默》               | 克里斯托弗·诺兰 《奥本海默》           | 基利安·墨菲 《奥本海默》             | 莉莉·格萊斯頓 《花月杀手》         | 小罗伯特·唐尼 《奥本海默》              | 达明·乔伊·伦道夫 《滞留生》       |      |
| 2024年（第19届） | 《阿诺拉》                 | 肖恩·贝克 《阿诺拉》                   | 柯爾曼·多明戈 《监狱剧院》           | 麥琪·麥迪遜 《阿诺拉》             | 尤里·亞歷山德羅维奇·鮑里索夫 《阿诺拉》 | 瑪格麗特·庫利 《懼裂》            |      |

## 获奖常客
| 6项 巴里·杰金斯 - 最佳影片 - 2016年 –《月光男孩》 - 2018年 –《藍色比爾街的沉默》 - 最佳导演 - 2016年 –《月光男孩》 - 2018年 –《藍色比爾街的沉默》 - 最佳改编剧本 - 2018年 –《藍色比爾街的沉默》 - 最佳原创剧本 - 2016年 –《月光男孩》 理查德·林克莱特 - 最佳影片 - 2014年 –《少年时代》 - 最佳导演 - 2014年 –《少年时代》 - 最佳奥斯汀电影 - 2006年 –《黑暗扫描仪》 - 2009年 –《我和奥逊·威尔斯》 - 2012年 –《禮儀師真假殺人事件》 - 2014年 –《少年时代》 4项 艾方索·柯朗 - 最佳导演 - 2006年 –《人類之子》 - 2013年 –《地心引力》 - 最佳改编剧本 - 2006年 –《人類之子》 - 最佳摄影 - 2018年 –《羅馬》 奉俊昊 - 最佳影片 - 2019年 -《寄生上流》 - 最佳导演 - 2019年 -《寄生上流》 - 最佳原创剧本 - 2019年 -《寄生上流》 - 最佳外语片 - 2019年 -《寄生上流》 艾曼纽尔·卢贝兹基 - 最佳摄影 - 2006年 –《火線交錯》 - 2011年 –《生命樹》 - 2013年 –《地心引力》 - 2014年 –《鳥人》 基思·梅特兰 - 最佳纪录片 - 2016年 –《校塔枪击案》 - 鲍比·麦柯迪最佳突破性艺术家纪念奖 - 2016年 –《校塔枪击案》 - 最佳奥斯汀电影 - 2016年 –《校塔枪击案》 - 特别荣誉奖 - 2016年 –《校塔枪击案》 | 3项 保羅·湯瑪斯·安德森 - 最佳影片 - 2007年 –《黑金企業》 - 最佳导演 - 2007年 –《黑金企業》 - 2012年 –《大师》 凯瑟琳·毕格罗 - 最佳影片 - 2009年 –《拆彈部隊》 - 2012年 –《猎杀本·拉登》 - 最佳导演 - 2009年 –《拆彈部隊》 吉勒摩·戴托羅 - 最佳导演 - 2017年 –《水底情深》 - 最佳原创剧本 - 2006年 –《羊男的迷宮》 - 最佳外语片 - 2006年 –《羊男的迷宮》 喬登·皮爾 - 最佳影片 - 2017年 –《逃出絕命鎮》 - 最佳原创剧本 - 2017年 –《逃出絕命鎮》 - 最佳电影处女作 - 2017年 –《逃出絕命鎮》 罗伯特·罗德里格兹 - 最佳奥斯汀电影 - 2005年 –《罪恶之城》 - 2007年 –《刑房》（与昆汀·塔伦蒂诺共得） - 最佳动画电影 - 2005年 –《罪恶之城》 2项 马克·鲍尔 - 最佳电影 - 2009年 –《拆彈部隊》 - 2012年 –《猎杀本·拉登》 梅根·艾利森 - 最佳电影 - 2012年 –《猎杀本·拉登》 - 2013年 –《雲端情人》 保罗·哈吉斯 - 最佳电影 - 2005年 –《衝擊效應》 - 最佳导演 - 2005年 –《衝擊效應》 莱恩·约翰逊 - 最佳电影处女作 - 2006年 –《追凶》 - 最佳原创剧本 - 2012年 –《時凶獵殺》 昆汀·塔伦蒂诺 - 最佳电影处女作 - 2009年 –《惡棍特工》 - 最佳奥斯汀电影 - 2007年 –《刑房》（与昆汀·塔伦蒂诺共得） |

## 2000年代十大佳片
1. 《美丽心灵的永恒阳光》（2004年）
2. 《血色将至》（2007年）
3. 《指环王》系列三部曲（2001至2003年）
4. 《黑暗骑士》（2008年）
5. 《梦之安魂曲》（2000年）
6. 《杀死比尔》系列（2003-2004年）
7. 《老无所依》（2007年）
8. 《超人总动员》（2004年）
9. 《人类之子》（2006年）
10. （两部并列）《记忆碎片》（2000年）、《无间行者》（2006年）[3]

## 2010年代十大佳片
1. 《疯狂的麦克斯：狂暴之路》（2015年）
2. 《月光男孩》（2016年）
3. 《社群網戰》（2010年）
4. 《逃出絕命鎮》（2017年）
5. 《降临》（2016年）
6. （2016年）
7. 《寄生上流》（2019年）
8. 《從前，有個好萊塢》（2019年）
9. 《少年时代》（2014年）
10. 《霓裳魅影》（2017年）[4]